# Калафатис, Йоргос
Йоргос Калафатис (греч. Γιώργος Καλαφάτης; 17 марта 1890 — 19 февраля 1964) — греческий футболист, легкоатлет и тренер, наиболее известный в качестве основателя и игрока клуба «Панатинаикос».

## Спортивная карьера
Калафатис с детства отличался большим талантом в спорте, особенно ему удавалась лёгкая атлетика, однако вскоре он также увлекся и футболом, став игроком афинского клуба «Этникос».
Позже он перешел в команду «Панеллиниос». После того как руководство «Панеллиниоса» в 1908 году приняло решение распустить футбольную секцию клуба, Калафатис в знак протеста отделился от клуба и совместно с ещё 40 единомышленниками основал свой собственный коллектив, получивший название «Панатинаикос». Главным тренером команды был назначен английский специалист Джон Сирил Кэмпбелл.
В 1919 году Калафатис был членом сборной Греции, которая участвовала в Межсоюзнических играх в Париже. В столице Франции Калафатис также активно собирал информацию о баскетболе и волейболе (видах спорта, неизвестных тогда в Греции), а после возвращения в Афины создал команды по новым дисциплинам в составе мультиспортивного клуба «Панатинаикос». Он также был играющим тренером сборной Греции на Олимпийских играх 1920 года в Антверпене.
Карьера Калафатиса продолжалась вплоть до начала 1920-х годов. После выхода на пенсию в 1923 году он остался в «Панатинаикосе» в качестве функционера.

## Биография и личная жизнь
Калафатис родился в афинском районе Экзархия, который находился в нескольких сотнях метров от стадиона имени Апостолоса Николаидиса. Его семья была родом из небольшой деревни на острове Кефалиния. Будучи спортсменом, Йоргос окончил факультет здравоохранения Афинского национального университета имени Каподистрии. По завершении обучения поступил на службу на Греческий военно-морской флот, приняв участие в Балканских войнах и в Первой мировой войне и ушёл в отставку в звании контр-адмирала. 19 февраля 1964 года он скончался в Афинах в возрасте 73 лет.